# Le retour du fils prodigue
Le retour du fils prodigue è un documentario cortometraggio del 1982 diretto da Marcel Teulade e basato sulla vita del pittore olandese Rembrandt Harmenszoon Van Rijn.